# Ilimanaq
Ilimanaq "Forventningspladsen", dansk navn: Claushavn er en grønlandsk bygd ca. 15 km syd for Ilulissat i Avannaata Kommune, og talte i 2010 84 indbyggere. Bygden ligger i den østlige del af Diskobugten på sydsiden af udløbet af Ilulissat Isfjord, som også er på UNESCOs verdensarvliste. Herfra har man udsigt over de mange isbjerge, som flyder i Diskobugten.
Hovednæringskilderne er jagt, fiskeri og turisme. To af bygdens huse, som er tidligere jagthytter, udlejes nu til turister. Bygden har både gadelys og afmærkede stier i nærområdet. Der er også et lokalt Pilersuisoq supermarked.

## Historie
Hvalfangerne var aktive i området fra 1719 til 1732, og de efterlod sig et spor af navne. Bag bygden Oqaatsut nord for Ilulissat var der engang en hollandsk hvalstation ved navn Rodebay hvor hollændere holdt til. Rodebay er i nutiden en bygd.
I 1752 anlagde Niels Brønlund Bloch, Poul Egedes fætter, mission i Claushavn, sammen med sin medhjælper og kateket Jens Pedersen Mørk.
Efter 1880 tabte bosætningen sin betydning. Kirken fra 1908 og de gamle kolonihuse er renoveret. Ilimanaq er udgangspunkt for vandreture til Qasigiannguit og for bådture i isfjorden.